# Ioan Grigoraș (profesor)
Ioan Grigoraș s-a născut la n. 7 ianuarie 1930 în satul Cogeasca, comuna Lețcani din județul Iași. A fost cadru didactic la Universitatea “Alexandru Ioan Cuza” din Iași între anii 1957 si 1997 (profesor universitar din 1972). S-a afirmat ca un foarte competent specialist în filosofia morală și, în același timp, ca un important pedagog român.

## Cariera
A urmat cursurile primare în satul natal, apoi a fost elevul Școlii Normale “Vasile Lupu” din Iași, pe care a absolvit-o în anul 1951. Între anii 1951 - 1955 a urmat cursurile Facultății de Filosofie, secția Pedagogie a Universității București.
La finalizarea studiilor, în anul 1955, a fost repartizat de către Ministerul Învățământului ca preparator, la Catedra de Științe Sociale a Universității de Medicină și Farmacie București. În anul 1957, prin schimb, a venit la Universitatea “Alexandru Ioan Cuza” din Iași, la Catedra de Filosofie ca asistent universitar. În anul 1965 devine lector, conferențiar în 1967 și profesor universitar în 1972. 
În anul 1965 a obținut titlul de Doctor în filosofie cu tema “Problema libertății și responsabilității” la Universitatea din Leningrad, Uniunea Sovietică (în prezent, Sankt Petersburg).
Între anii 1968 și 1984 a fost șeful Catedrei de Filosofie. A fost director al Seminarului Pedagogic, devenit ulterior Departamentul pentru Pregătirea Personalului Didactic între anii 1994 și 1997. 
Senatul Universității “Alexandru Ioan Cuza” din Iași i-a conferit titlul de Profesor Emeritus.
În cariera sa de profesor universitar a publicat lucrări de specialitate, a condus peste 15 doctorate si a coordonat și îndrumat profesori și învățători pentru a obține gradul didactic I. A fost un susținut colaborator al revistei Cronica din Iași, scriind numeroase articole privind educația moral-civică precum și articole referitoare la aplicații ale eticii în domeniul educației. 

## Contribuții științifice
Profesorul Ioan Grigoraș a publicat mai multe lucrări, articole si carti.

### I. Carti
- Datorie și lege morală, responsabilitate și liber arbitru, Editura “Sfântul Mina”, Iași, 2005
- Probleme de etică, Editura Universității “Alexandru Ioan Cuza”, Iași, 1999
- Personalitatea morală, Editura Științifică și Enciclopedică, București, 1982
- Binele și răul, Editura Științifică și Enciclopedică, București, 1978
- Principii de etică, Editura Științifică și Enciclopedică, București, 1974
- Prelegeri de etică, în colaborare cu Ion Roman Iași, 1971
- Datoria etică, Editura Științifică, București, 1968

### II. Articole in reviste
- Cu privire la determinismul specific al datoriei morale, în Revista de Filosofie nr. 10, tomul 12, Editura Academiei, 1965;
- Coordonate ale personalității în filosofia premarxistă (în colaborare) în Revista de Filosofie nr. 4, tomul 14, Editura Academiei, 1967;
- Probleme ale specificului libertății morale în Analele Științifice ale Universității “Alexandru Ioan Cuza” din Iași, tomul XII, 1966;
- Datoria și binele moral în Studii și cercetări științifice, Institutul Pedagogic Bacău, 1970;
- Sociologia în acțiune, (în colaborare), Iași, 1972;
- Contribuții la problema autodeterminării morale față de muncă, în colaborare cu A. Neculau în Sociologia în acțiune, 1972;
- Personalitatea și formarea ei, în Pedagogie - Ghid pentru profesori, vol. I Editura Universității “Alexandru Ioan Cuza” din Iași, 1982;
- Educația în viziunea pedagogiei contemporane, în Pedagogie - Ghid pentru profesori, vol. II Editura Universității “Alexandru Ioan Cuza” din Iași;
- De la norma răzbunării echitabile la principiul binelui moral, în Studii și cercetări filosofice și științifice socio-umane în Pedagogie - Ghid pentru profesori, Editura Universității “Ștefan cel Mare” din Suceava, 1993;
- Datorie și obligație morală, în Analele Științifice ale Universității “Alexandru Ioan Cuza” din Iași, tomul XXIX, 1983;
- Funcția formativă a societății morale în grupul profesional în Analele Științifice ale Universității “Alexandru Ioan Cuza” din Iași, tomul XXXI, 1985;
- Le relatif et l’absolu moral dans l’ethique cartesieanism în Analele Științifice ale Universității “Alexandru Ioan Cuza” din Iași, tomul XXXIV, 1988;
- Un paradoxe de la moralité du bien în Revue Roumaine des siences sociales, tom 31 nr.1-2, 1987, Editura Academiei;
- Petre Andrei – Problema fericirii, Fundamentul său etico - sociologic în Analele Științifice ale Universității “Alexandru Ioan Cuza” din Iași, tomul XXII, 1976;
- Alexandru Claudian și construcția umanității între spirit și suflet în Revista de Filosofie a Academiei, mai - iunie 1989;
- În memoriam Alexandru Claudian în volumul Pagini din istoria învățământului etic și sociologic românesc Editura Spiru Haret Iași, 1997;
- Observații și sugestii privind metoda didactică în Colocviul Internațional, Științe ale Educației – dinamică și perspective, ediția a II-a, Suceava 7-8 iunie 2002.

A participat la mai multe conferinte internaționale, la Roma (1969), Belgrad (1973) si Varna (1979).